# Comet Records
Comet Records was een Amerikaans platenlabel waarop jazz en R&B uitkwam. Het werd in 1944 opgericht door Les Schreiber (1901-1965) en Harry Alderton. Het label is het meest bekend door opnames van T-Bone Walker en Red Norvo. Het label werd later een sublabel van Black & White Records (eveneens van Schreiber). 
Comet heeft op 6 juni 1945 een sessie opgenomen van Red Norvo met onder andere Charlie Parker en Dizzy Gillespie. De master hiervan werd in 1949 verkocht aan Dial Records toen Black & White Records ermee stopte. Dial Records bracht toen verschillende nummers van die sessie uit.

## 78-toeren-discografie Comet-artiesten
Cow Cow Davenport
- C-1 "Gotta Girl For Every Day In The Week" / "Jump, Little Jitterbug" (1944)
- C-2 "Jeep Boogie" / "Chimin' Away" (1944)
- C-3 "Hobson City Stomp" / "Run Into Me" (1944)
- C-4 "Cow Cow's Stomp" / "Gin Mill Stomp" (1944)

Art Tatum Trio (met Tiny Grimes en Slam Stewart)
- T-1 "The Man I Love" / "Dark Eyes" (1944); OCLC 62466439
- T-2 "Body and Soul" / "I Know That You Know" (1944); OCLC 62466436
- T-3 "On the Sunny Side of the Street" / "Flying Home" (1944); OCLC 62466425

Cyril Haynes Sextet (met Don Byas)
- T-4 "Morning Madness" / "One Sad Thursday" (1945); OCLC 867307733
- T-5 "Across The Road" / "Cedar Manor" (1945)

Red Norvo & His Selected Sextet (featuring Charlie Parker)
- T-6 "Halleluliah" [sic] / "Slam Slam Blues" (1945); OCLC 62466441

Reissue door Dial (1949); OCLC 29747056
- T-7 "Get Happy" / "Congo Blues" (1945); OCLC 297498973

Reissue door Dial (1949); OCLC 29747029
Four Kings & A Queen / Orval "Baggie"
- 1301 "All I Need Is A Lucky Break" / "Shoo Shoo Baby" (1944)
- 1302 "King's Boogie" / "Lost My Sugar In Salt Lake City" (1944)
- 1304 "One Of Those Dreams That Fell Thru" / "Ration Blues" (1945)

T-Bone Walker & His Guitar (onuitberachte Black & White-masters behalve het eerder uitgekomen "T-Bone Shuffle")
- T-50 "West Side Baby" / "Lonesome Woman Blues" (uitgekomen in 1948); OCLC 42466068
- T-51 "I'm Still In Love With You" / "Inspiration Blues" (uitgekomen in 1948); OCLC 732376024
- T-52 "That Old Feelin' Is Gone" / "Description Blues" (uitgekomen in 1948); OCLC 732376031
- T-53 "First Love Blues" / "T-Bone Shuffle" (uitgekomen in 1949); OCLC 42386027

Jack McVea & His All Stars
- T-100 "B.B. Boogie" / "H.P. Boogie" (1948)

Eerder uitgebracht door Black & White onder de titel "Bartender Boogie" (1945); OCLC 732367252
Eerder uitgebracht door Black & White onder de titel "House Party Boogie" (1946); OCLC 732367263